# Rio dos Cavalos
O rio dos Cavalos é um curso de água que banha o estado do Rio Grande do Norte, no Brasil.